# Núncio apostólico

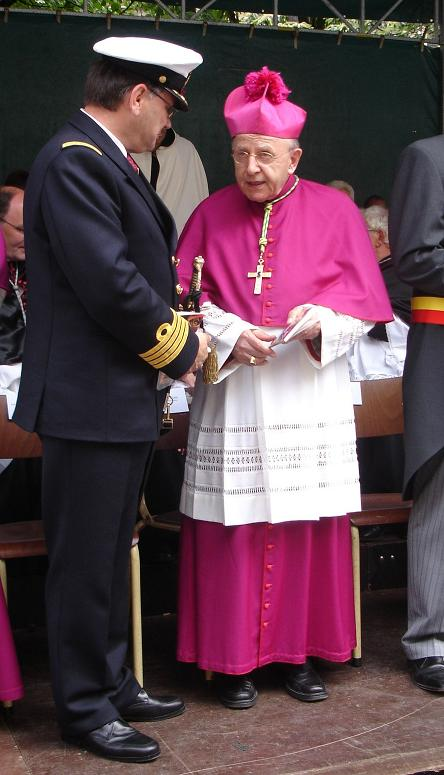
Arcebispo Karl-Joseph Rauber, núncio apostólico emerito na Bélgica e Luxemburgo

Um núncio apostólico ou núncio papal (também chamados de Internúncio) é um representante diplomático permanente da Santa Sé que exerce o posto de embaixador. Representa a Santa Sé perante os Estados (e perante algumas organizações internacionais) e perante a Igreja local. Costuma ter a dignidade eclesiástica de arcebispo. Normalmente reside na nunciatura apostólica, que goza dos mesmos privilégios e imunidades que uma embaixada.
Nos casos em que não existam relações diplomáticas com as autoridades de um Estado, o representante da Santa Sé perante a Igreja local recebe o nome de delegado apostólico. Nestes casos, normalmente o delegado apostólico não possui nenhum estatuto ou privilégio diplomático. Em muitos países o núncio papal tem precedência protocolar sobre o resto dos embaixadores: é o decano do corpo diplomático.

## História
Desde os primeiros séculos da era cristã que os papas enviam como seus representantes clérigos — diáconos, sacerdotes ou bispos — a concílios realizados fora de Roma. Foram qualificados com "legados". A partir do século V, o papado beneficiou de um representante na corte imperial de Constantinopla, o apocrisiário. Esta instituição tornou-se permanente a partir de 683, sob o pontificado do Papa Leão II. Na Idade Média, o uso dos legados a latere é suspenso. Retoma a partir do século XI a designação "legado e núncio" ou "núncio e embaixador".
O nascimento da diplomacia moderna, da qual também a da Santa Sé, é geralmente datada do final do século XV, em especial nos pontificados de Sisto IV e Alexandre VI. É difícil de saber se a nunciatura emerge no modelo das embaixadas permanentes dos Estados, ou se nasce das colectorias, circunscrições territoriais da fiscalidade pontifical. Entretanto, desde 1530 que existem nunciaturas permanentes em Espanha, França, República de Veneza e no Sacro Império Romano-Germânico. Em 1560, pouco antes da abertura da terceira sessão do Concílio de Trento, Pio IV acordou com os duques da Toscana e de Savóia nunciaturas, respetivamente em Florença e Turim. Foram seguidamente criadas as de Colónia, de Lucerna e de Bruxelas. Em Colónia, o núncio é acreditado não apenas junto do príncipe-eleitor, mas também de outros príncipes alemães. No fim do século XVI, sob o pontificado de Gregório XIII, o sistema é posto em prática e perdura até aos dias de hoje sem grandes alterações.

## Precisões conceptuais e históricas
O posto diplomático de embaixador ficou fixado no Congresso de Viena (1815). Tal como os demais diplomatas, o núncio tem que ser acreditado pelo Estado de acolhimento.
Quanto ao facto de o núncio ser ou não decano do corpo diplomático, resolve-se desta forma uma longa disputa entre os Estados sobre a precedência diplomática. A Convenção de Viena sobre Relações Diplomáticas de 18 de abril de 1961 manteve a prática deste privilégio do representante papal. Ao núncio apostólico, na qualidade de decano, corresponde tomar a palavra em nome do corpo diplomático em ocasiões solenes e também resolve conflitos que possam surgir entre alguma representação diplomática e o Estado de acolhimento.
A nunciatura apostólica tem uma estrutura similar à de uma embaixada, com conselheiro de nunciatura, secretário de nunciatura, etc. Estes cargos costumam ser ocupados por diplomatas de carreira da Santa Sé, todos eles clérigos, formados na Pontifícia Academia Eclesiástica, estabelecida em 1701. A maioria dos núncios procede do serviço diplomático; alguns deles passam a ser de imediato bispos de alguma diocese ou retornam à Cidade do Vaticano para trabalhar em alguns dicastérios; alguns chegam a ser cardeais. O Papa João XXIII foi anteriormente representante da Santa Sé na Bulgária (como visitador apostólico), na Turquia e Grécia (como delegado apostólico) e foi também núncio em França.
Em algumas ocasiões a Santa Sé — tal como outros sujeitos do direito internacional — designa como núncio um eclesiástico que não procede da carreira diplomática.

## Actividade dos núncios
Em muitos casos os núncios tentaram mediar conflitos; os núncios tentaram proteger minorias perseguidas. Nos tempos mais recentes, o arcebispo irlandês Michael Aidan Courtney, núncio apostólico no Burundi, foi o primeiro a morrer num conflito: foi assassinado numa emboscada em 29 de dezembro de 2003.

## Lista de postos diplomáticos da Santa Sé
O Papa acredita diplomatas nos seguintes estados e organizações internacionais (lista à data de 2007):

### Nunciaturas

#### Em África
África do Sul, Angola, Argélia, Benim, Burkina Faso, Burundi, Cabo Verde, Camarões, Chade, Botswana, República do Congo, Congo (República Democrática do Congo), Costa do Marfim, Djibuti, Egito, Eritreia, Etiópia, Gabão, Gâmbia, Gana, Guiné, Guiné-Bissau, Guiné Equatorial, Lesoto, Libéria, Líbia, Madagáscar, Malawi, Mali, Maurícia, Marrocos, Moçambique, Namíbia, Níger, Nigéria, Quénia, República Centro-Africana, Ruanda, São Tomé e Príncipe, Senegal, Seychelles, Serra Leoa, Somália, Sudão, Essuatíni, Tanzânia, Togo, Tunísia, Uganda, Zâmbia, Zimbabué.

#### Nas Américas
Antígua e Barbuda, Argentina, Bahamas, Barbados, Belize, Bolívia, Brasil, Canadá, Chile, Colômbia, Costa Rica, Cuba, Dominica, Equador, El Salvador, Estados Unidos da América, Granada, Guatemala, Guiana, Haiti, Honduras, Jamaica, México, Nicarágua, Panamá, Paraguai, Peru, República Dominicana, São Cristóvão e Névis, Santa Lúcia, São Vicente e Granadinas, Suriname, Trinidad e Tobago, Uruguai, Venezuela.

#### Na Ásia
Bahrain, Bangladesh, Cazaquistão, Camboja, Filipinas, Iémen, Índia, Indonésia, Irão, Iraque, Israel, Japão, Jordânia, Coreia do Sul, Kuwait, Líbano, Mongólia, Nepal, Omã, Paquistão, Qatar, Quirguistão, República da China, Singapura, Síria, Sri Lanka, Tailândia, Tajiquistão, Turcomenistão, Uzbequistão.

#### Na Europa
Albânia, Alemanha, Andorra, Arménia, Áustria, Azerbaijão, Bélgica, Bielorrússia, Bósnia e Herzegovina, Bulgária, Chipre, Croácia, Dinamarca, Eslováquia, Eslovénia, Espanha, Estónia, Finlândia, França, Geórgia, Grécia, Hungria, Islândia, Irlanda, Itália, Letónia, Liechtenstein, Lituânia, Luxemburgo, Macedónia, Malta, Moldávia, Mónaco, Montenegro, Noruega, Países Baixos, Polónia, Portugal, Reino Unido, República Checa, Roménia, Rússia, San Marino, Sérvia, Suécia, Suíça, Turquia, União Europeia, Ucrânia.

#### Na Oceania
Austrália, Ilhas Cook, Fiji, Timor-Leste, Kiribati, Ilhas Marshall, Estados Federados da Micronésia, Nauru, Nova Zelândia, Palau, Papua-Nova Guiné, Samoa, Ilhas Salomão, Tonga, Vanuatu.

#### Casos especiais
- Um Observador Permanente da Santa Sé nas Nações Unidas.
- Uma missão diplomática com embaixador na Federação Russa, que não possui relações diplomáticas plenas com a Santa Sé.[6]
- Um escritório diplomático com diretor junto à Organização de Libertação da Palestina, que não possui relações diplomáticas plenas com a Santa Sé.[6]
- Relações diplomáticas com a Ordem Soberana e Militar de Malta.[6]

### Delegações
Existem 16 estados com os quais a Santa Sé não tem relações diplomáticas:
- Nove são países muçulmanos: Afeganistão, Arábia Saudita, Brunei, Comores, Malásia, Maldivas, Mauritânia, e Somália.

- Quatro são países socialistas: República Popular da China, Coreia do Norte, Laos, e Vietnã.

- Os outros quatro são: Butão, Botswana, Mianmar e Tuvalu.

Logo, a Santa Sé estabeleceu as seguintes delegações apostólicas:
- África: Botswana; Comores; Mauritânia; Somália.

- Ásia: Jerusalém e Palestina; Península Arábica; Brunei; Laos; Malásia; Mianmar/Birmânia; Vietnã.

- Américas: Antilhas (Anguilla, Antígua e Barbuda, Aruba, Bahamas, Barbados, Belize, Bermudas, Ilhas Virgens Britânicas, Ilhas Cayman, Dominica, Guiana Francesa, Granada, Guadalupe, Guiana, Jamaica, Martinica, Montserrat, Antilhas Holandesas, São Cristóvão e Nevis, Santa Lúcia, Suriname, Trinidad e Tobago, Ilhas Turcas e Caicos, São Vicente e Granadinas).